# Разафиндракото, Мамисоа
Мамисоа Разафиндракото (малаг. Mamisoa Razafindrackoto; род. 13 августа 1974, Мадагаскар) — мадагаскарский футболист. Экс-капитан сборной Мадагаскара.

## Клубная карьера
В матче чемпионата Мадагаскара по футболу между AS Adema и Stade Olympique L′Emyrne, который окончился со счётом 149:0, Мамисоа забил уйму голов в свои ворота, за что он и несколько его товарищей по команде были дисквалифицированы федерацией футбола Мадагаскара.

## Карьера в сборной
С 1998 года выступал за сборную своей страны, но ушёл из неё в июле 2007 года после разгромного поражения от сборной Кот-д’Ивуара в отборочном турнире к проходившему в Гане Кубку Африки со счётом 0:6 и вошёл в тренерский штаб. Однако через год вернулся в команду и продолжил выступления за неё до 2011 года.